# Погожелец (Люблинское воеводство)
Погожелец (пол. Pogorzelec) — деревня в Бяльском повете Люблинского воеводства Польши. Входит в состав гмины Соснувка. По данным переписи 2011 года, в деревне проживало 180 человек.

## География
Деревня расположена на востоке Польши, на расстоянии приблизительно 41 километра к юго-востоку от города Бяла-Подляска, административного центра повета. Абсолютная высота — 159 метров над уровнем моря. К западу от населённого пункта проходит региональная автодорога 812.

## История
В конце XVIII века входила в состав Брестского повета Берестейского воеводства Великого княжества Литовского.
Согласно «Справочной книжке Седлецкой губернии на 1875 год» деревня входила в состав гмины Романов Влодавского уезда Седлецкой губернии.
В период с 1975 по 1998 годы деревня входила в состав Бяльскоподляского воеводства.

## Население
Демографическая структура по состоянию на 31 марта 2011 года:
|         | Всего | До трудоспособного возраста | Трудоспособного возраста | Старше трудоспособного возраста |
| ------- | ----- | --------------------------- | ------------------------ | ------------------------------- |
| Мужчины | 88    | 14                          | 60                       | 14                              |
| Женщины | 92    | 14                          | 47                       | 31                              |
| Всего   | 180   | 28                          | 107                      | 45                              |